# 제1기 프로디 내각

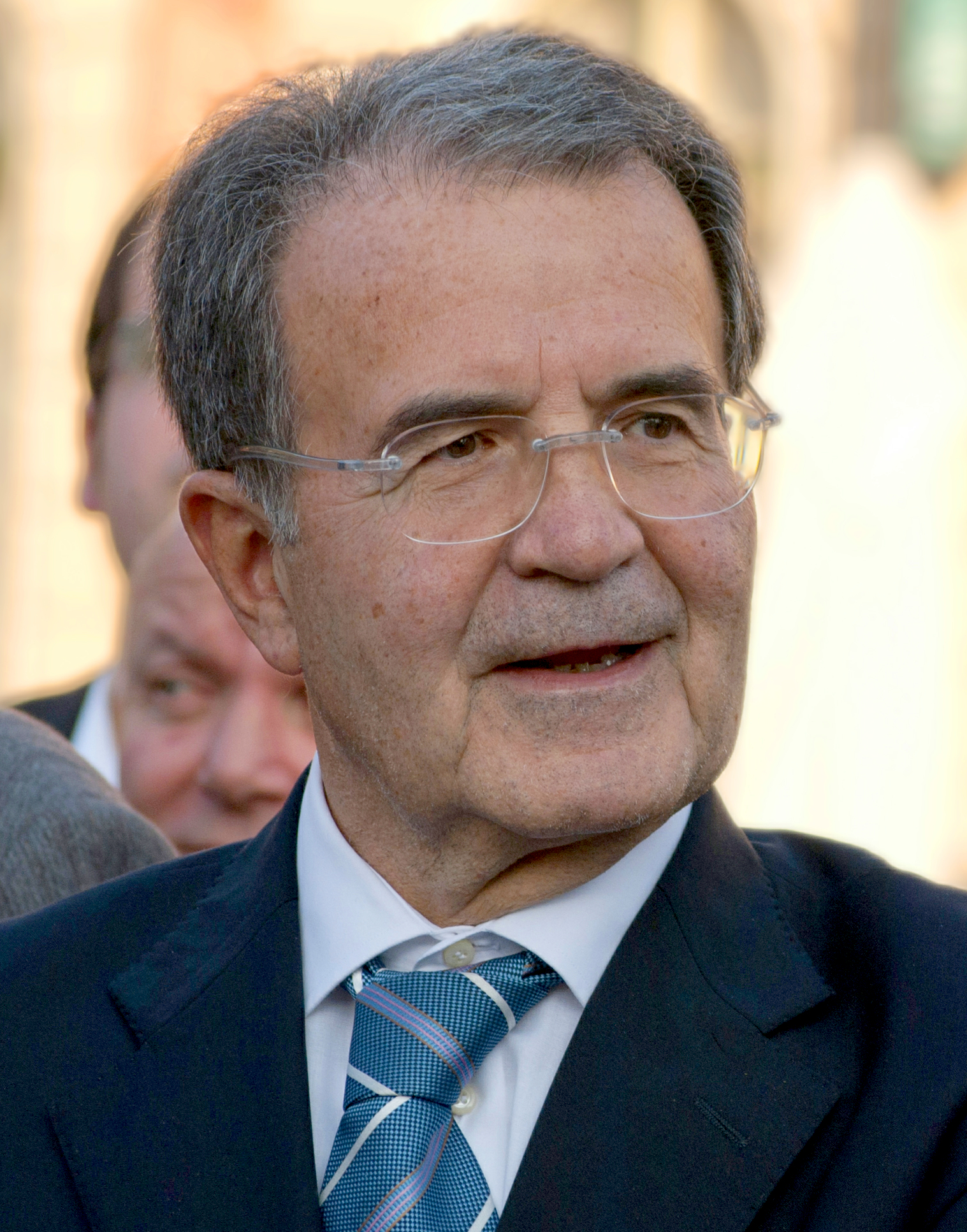

제1기 프로디 내각은 1996년 5월 17일부터 1998년 10월 21일까지 존속했던 이탈리아의 내각이다.

## 내각 구성
| 성명                  | 직책             |
| --------------------- | ---------------- |
| 로마노 프로디         | 총리             |
| 람베르토 디니         | 외무장관         |
| 조르조 나폴리타노     | 내무장관         |
| 조반니 마리아 플리크  | 법무장관         |
| 베니아미노 안드레아타 | 국방장관         |
| 카를로 아첼리오 참피  | 재무기획장관     |
| 빈센초 비스코         | 재정장관         |
| 미셸 핀토             | 농업식품삼림장관 |